# Выборы в Сенат США (2024)
Выборы в Сенат США 2024 года состоялись 5 ноября. Избирательная кампания затронула 33 из 100 сенаторов. Победители выборов составят 119-й Конгресс США. Срок пребывания сенаторов в должности — с 3 января 2025 года по 3 января 2031 года. Выборы 2024 года предусматривают проведение голосования за сенаторов первого класса, который представлен 20 демократами, 10 республиканцами и тремя беспартийными сенаторами.
По состоянию на август 2024 года 15 демократов, девять республиканцев и два беспартийных сенатора объявили о намерении баллотироваться на переизбрание. Республиканцы Майк Браун, Митт Ромни и пятеро демократов Лафонза Батлер, Томас Карпер, Дебби Стейбноу, Джордж Хелми и Бен Кардин не намерены переизбираться. Сенатор Бен Сасс досрочно подал в отставку и занял пост президента Флоридского университета; губернатор Небраски назначил Джона Питера Рикеттса временным сенатором (специальные выборы запланированы на 2024 год).
По мнению аналитиков данный электоральный цикл неблагоприятен для демократов, которым предстоит защитить 23 из 33 мест. При этом три демократа представляют штаты, в которых Дональд Трамп одерживал победу дважды (в 2016 и 2020 годах), в то время как ни один республиканец не представляет штаты, в которых первенствовал Джо Байден в 2020 году. По результатам двух предыдущих выборов в Сенат лишь один сенатор (республиканка Сьюзан Коллинз) был избран в штате, в котором победил кандидат в президенты от противоположной партии.
По итогам выборов в Сенат Республиканская партия получила значительное большинство в 53 места, а Демократическая партия получила лишь 45 мест (+2 независимых).
Республиканская партия будет удерживать Сенат как минимум до промежуточных выборов 2026 года.

## Сенаторы, объявившие об уходе

### Демократическая партия
| Штат       | Сенатор        | Прим. |
| ---------- | -------------- | ----- |
| Дэлавер    | Томас Карпер   | [ 5 ] |
| Калифорния | Лафонза Батлер | [ 6 ] |
| Мичиган    | Дебби Стейбноу | [ 7 ] |
| Мэриленд   | Бен Кардин     | [ 8 ] |
| Нью-Джерси | Джордж Хелми   | [ 9 ] |

### Республиканская партия
| Штат    | Сенатор     | Прим.  |
| ------- | ----------- | ------ |
| Индиана | Майкл Браун | [ 10 ] |
| Юта     | Митт Ромни  | [ 11 ] |

### Независимые сенаторы
| Штат              | Сенатор        | Прим.  |
| ----------------- | -------------- | ------ |
| Аризона           | Кирстен Синема | [ 12 ] |
| Западная Виргиния | Джо Мэнчин     | [ 13 ] |

## Статистика
Новостные сайты и физические лица (связанные со статистикой) публикуют прогнозы, касающиеся предстоящих выборов. В них учитываются такие факторы, как популярность действующего сенатора (если он баллотируется на переизбрание) и других кандидатов, а также позиция партии на уровне штата (отражена Индексом партийного голосования). Прогнозные показатели формируют рейтинг каждого сенатора, указывая предполагаемое преимущество.
Обозначения:
- Р — равенство
- НП — небольшое преимущество
- ДП — достаточное преимущество
- СП — существенное, но преодолимое преимущество
- ОП — огромное преимущество

| Аризона           | Р+2   | Кирстен Синема (не избирается) | 50,0 % Д        | ДП (Д)                | НП (Д)                | ДП (Д)                | ДП (Д)                | ДП (Д)                | СП (Д)                | ДП (Д)                | СП (Д)                |
| Калифорния        | Д+13  | Лафонза Батлер (не избирается) | 54,2 % Д        | ОП (Д)                | ОП (Д)                | ОП (Д)                | ОП (Д)                | ОП (Д)                | ОП (Д)                | ОП (Д)                | ОП (Д)                |
| Коннектикут       | Д+7   | Крис Мёрфи                     | 59,5 % Д        | ОП (Д)                | ОП (Д)                | ОП (Д)                | ОП (Д)                | ОП (Д)                | ОП (Д)                | ОП (Д)                | ОП (Д)                |
| Дэлавер           | Д+7   | Томас Карпер (не избирается)   | 60,0 % Д        | ОП (Д)                | ОП (Д)                | ОП (Д)                | ОП (Д)                | ОП (Д)                | ОП (Д)                | ОП (Д)                | ОП (Д)                |
| Флорида           | Р+3   | Рик Скотт                      | 50,1 % Р        | СП (Р)                | СП (Р)                | СП (Р)                | Р                     | СП (Р)                | ДП (Р)                | СП (Р)                | НП (Р)                |
| Гавайи            | Д+14  | Мэйзи Хироно                   | 71,2 % Д        | ОП (Д)                | ОП (Д)                | ОП (Д)                | ОП (Д)                | ОП (Д)                | ОП (Д)                | ОП (Д)                | ОП (Д)                |
| Индиана           | Р+11  | Майкл Браун (не избирается)    | 50,7 % Р        | ОП (Р)                | ОП (Р)                | ОП (Р)                | ОП (Р)                | ОП (Р)                | ОП (Р)                | ОП (Р)                | ОП (Р)                |
| Мэн               | Д+2   | Ангус Кинг                     | 54,3 % Н        | ОП (Д/Н)              | ОП (Д/Н)              | ОП (Д/Н)              | ОП (Д/Н)              | ОП (Д/Н)              | СП (Д/Н)              | ОП (Д/Н)              | ОП (Д/Н)              |
| Мэриленд          | Д+14  | Бен Кардин (не избирается)     | 64,9 % Д        | СП (Д)                | СП (Д)                | СП (Д)                | ДП (Д)                | ОП (Д)                | ОП (Д)                | ДП (Д)                | СП (Д)                |
| Массачусетс       | Д+15  | Элизабет Уоррен                | 60,3 % Д        | ОП (Д)                | ОП (Д)                | ОП (Д)                | ОП (Д)                | ОП (Д)                | ОП (Д)                | ОП (Д)                | ОП (Д)                |
| Мичиган           | Р+1   | Дебби Стейбноу (не избирается) | 52,3 % Д        | Р                     | НП (Д)                | ДП (Д)                | Р                     | ДП (Д)                | ДП (Д)                | ДП (Д)                | ДП (Д)                |
| Миннесота         | Д+1   | Эми Клобушар                   | 60,3 % Д        | ОП (Д)                | ОП (Д)                | ОП (Д)                | ОП (Д)                | ОП (Д)                | ОП (Д)                | ОП (Д)                | ОП (Д)                |
| Миссисипи         | Р+11  | Роджер Уикер                   | 58,5 % Р        | ОП (Р)                | ОП (Р)                | ОП (Р)                | ОП (Р)                | ОП (Р)                | ОП (Р)                | ОП (Р)                | ОП (Р)                |
| Миссури           | Р+10  | Джош Хоули                     | 51,4 % Р        | ОП (Р)                | ОП (Р)                | ОП (Р)                | СП (Р)                | ОП (Р)                | СП (Р)                | ОП (Р)                | ОП (Р)                |
| Монтана           | Р+11  | Джон Тестер                    | 50,3 % Д        | ДП (Р)                | НП (Р)                | ДП (Р)                | ДП (Р)                | ДП (Р)                | ДП (Р)                | ДП (Р)                | Р                     |
| Небраска          | Р+13  | Деб Фишер                      | 57,7 % Р        | СП (Р)                | СП (Р)                | СП (Р)                | ОП (Р)                | СП (Р)                | СП (Р)                | СП (Р)                | НП (Р)                |
| Небраска (спец.)  | Р+13  | Питер Рикеттс                  | Назначен (2023) | ОП (Р)                | ОП (Р)                | ОП (Р)                | ОП (Р)                | ОП (Р)                | ОП (Р)                | ОП (Р)                | ОП (Р)                |
| Невада            | Р+1   | Джеки Роузен                   | 50,4 % Д        | ДП (Д)                | НП (Д)                | ДП (Д)                | ДП (Д)                | ДП (Д)                | ДП (Д)                | Р                     | СП (Д)                |
| Нью-Джерси        | Д+6   | Джордж Хелми (не избирается)   | 54,0 % Д        | ОП (Д)                | ОП (Д)                | ОП (Д)                | СП (Д)                | ОП (Д)                | СП (Д)                | ОП (Д)                | ОП (Д)                |
| Нью-Мексико       | Д+3   | Мартин Хайнрик                 | 54,1 % Д        | ОП (Д)                | ОП (Д)                | ОП (Д)                | ДП (Д)                | ОП (Д)                | СП (Д)                | СП (Д)                | ОП (Д)                |
| Нью-Йорк          | Д+10  | Кирстен Джиллибранд            | 67,0 % Д        | ОП (Д)                | ОП (Д)                | ОП (Д)                | ОП (Д)                | ОП (Д)                | ОП (Д)                | ОП (Д)                | ОП (Д)                |
| Северная Дакота   | Р+20  | Кевин Крамер                   | 55,1 % Р        | ОП (Р)                | ОП (Р)                | ОП (Р)                | ОП (Р)                | ОП (Р)                | ОП (Р)                | ОП (Р)                | СП (Р)                |
| Огайо             | Р+6   | Шеррод Браун                   | 53,4 % Д        | Р                     | Р                     | Р                     | Р                     | Р                     | Р                     | Р                     | НП (Д)                |
| Пенсильвания      | Р+2   | Боб Кейси-младший              | 55,7 % Д        | ДП (Д)                | НП (Д)                | ДП (Д)                | Р                     | ДП (Д)                | ДП (Д)                | ДП (Д)                | ДП (Д)                |
| Род-Айленд        | Д+8   | Шелдон Уайтхаус                | 61,4 % Д        | ОП (Д)                | ОП (Д)                | ОП (Д)                | ОП (Д)                | ОП (Д)                | ОП (Д)                | ОП (Д)                | ОП (Д)                |
| Теннесси          | Р+14  | Марша Блэкберн                 | 54,7 % Р        | ОП (Р)                | ОП (Р)                | ОП (Р)                | ОП (Р)                | ОП (Р)                | ОП (Р)                | ОП (Р)                | ОП (Р)                |
| Техас             | Р+5   | Тед Круз                       | 50,9 % Р        | ДП (Р)                | ДП (Р)                | СП (Р)                | ДП (Р)                | ДП (Р)                | ДП (Р)                | СП (Р)                | НП (Р)                |
| Юта               | Р+13  | Митт Ромни (не избирается)     | 62,6 % Р        | ОП (Р)                | ОП (Р)                | ОП (Р)                | ОП (Р)                | ОП (Р)                | ОП (Р)                | ОП (Р)                | ОП (Р)                |
| Вермонт           | Д+16  | Берни Сандерс                  | 67,4 % Н        | ОП (Д/Н)              | ОП (Д/Н)              | ОП (Д/Н)              | ОП (Д/Н)              | ОП (Д/Н)              | ОП (Д/Н)              | ОП (Д/Н)              | ОП (Д/Н)              |
| Виргиния          | Д+3   | Тим Кейн                       | 57,0 % Д        | ОП (Д)                | ОП (Д)                | ОП (Д)                | СП (Д)                | ОП (Д)                | СП (Д)                | ОП (Д)                | ОП (Д)                |
| Вашингтон         | Д+8   | Мария Кантуэлл                 | 58,3 % Д        | ОП (Д)                | ОП (Д)                | ОП (Д)                | ОП (Д)                | ОП (Д)                | ОП (Д)                | ОП (Д)                | ОП (Д)                |
| Западная Виргиния | Р+22  | Джо Мэнчин (не избирается)     | 49,6 % Д        | ОП (Р)                | ОП (Р)                | ОП (Р)                | ОП (Р)                | ОП (Р)                | ОП (Р)                | ОП (Р)                | ОП (Р)                |
| Висконсин         | Р+2   | Тэмми Болдуин                  | 55,4 % Д        | ДП (Д)                | НП (Д)                | ДП (Д)                | Р                     | ДП (Д)                | ДП (Д)                | ДП (Д)                | ДП (Д)                |
| Вайоминг          | Р+25  | Джон Баррассо                  | 67,0 % Р        | ОП (Р)                | ОП (Р)                | ОП (Р)                | ОП (Р)                | ОП (Р)                | ОП (Р)                | ОП (Р)                | ОП (Р)                |
| Итого             | Итого | Итого                          | Итого           | Д — 47 Р — 51 Рав — 2 | Д — 48 Р — 51 Рав — 1 | Д — 48 Р — 51 Рав — 1 | Д — 45 Р — 50 Рав — 5 | Д — 48 Р — 51 Рав — 1 | Д — 48 Р — 51 Рав — 1 | Д — 47 Р — 51 Рав — 2 | Д — 49 Р — 50 Рав — 1 |

## Результаты

### Всеобщие выборы
| Штат              | Сенатор             | Партия          | Статус         | Кандидаты (партия) | Прим.  |
| ----------------- | ------------------- | --------------- | -------------- | --- | ------ |
| Аризона           | Кирстен Синема      | Независимая     | Покидает пост  | - ▌Рубен Гальего (Демократическая) 50,0 % 1,673,689 - ▌Кэри Лейк (Республиканская) 47,8 % 1,592,919 - ▌Эдуардо Кинтана (Партия зелёных) 2,2 % 70,678 | [ 24 ] |
| Калифорния        | Лафонза Батлер      | Демократическая | Покидает пост  | - ▌Адам Шифф (Демократическая) - ▌Стив Гарви (Республиканская) | [ 26 ] |
| Конектикут        | Крис Мёрфи          | Демократическая | Переизбран     | - ▌Крис Мёрфи (Демократическая) 58,6 1,002,956 - ▌Мэттью Кори (Республиканская) 39.6% 679,763 - ▌Джастин Паглино (Партия зелёных) 0.9% 14,907 - ▌Роберт Хайд (Независимый) 0.8% 14,458 | [ 27 ] |
| Дэлавер           | Томас Карпер        | Демократическая | Покидает пост  | - ▌Лиза Блант-Рочестер (Демократическая) 56,6% 283,298 - ▌Эрик Хансен (Республиканская) 39,5% 197,753 - ▌Майкл Кац (Независимая партия Делавэра) 3.91% 19,555 | [ 29 ] |
| Флорида           | Рик Скотт           | Республиканская | Переизбран     | - ▌Рик Скотт (Республиканская) 55,6 % 5,976,795 - ▌Дебби Мукарсел-Пауэлл (Демократическая) 42,8 % 4,601,309 - ▌Фина Боноан (Либертарианская) 0,58 % 62,644 - ▌Бен Эверидж (Независимый) 0,53 % 57,326 - ▌Туан Нгуен (Независимый) 0,53 % 56,553                                                                                 | [ 30 ] |
| Гавайи            | Мэйзи Хироно        | Демократическая | Переизбрана    | - ▌Мэйзи Хироно (Демократическая) 64,6 % 323,489 - ▌Боб Макдермотт (Республиканская)31.9 % 159,709 - ▌Шелби Биллионейр («We the People») 1,8 % 9,191 - ▌Эмма Полман (Партия зелёных) 1,6 % 8,241 - ▌Джон Джуффре (Независимый)                                                                                                  | [ 31 ] |
| Индиана           | Майкл Браун         | Республиканская | Покидает пост  | - ▌Джим Бэнкс (Республиканская) 58.65% 1,654,350 - ▌Валери Маккрей (Демократическая) 38,76% 1,093,341 - ▌Энди Хорнинг (Либертарианская) 2.59% 72,944 | [ 33 ] |
| Мэн               | Ангус Кинг          | Независимый     | Переизбран     | - ▌Ангус Кинг (Независимый) 51,79 % 423,369 - ▌Демитрула Кузунас (Республиканская) 34,60 % 282,867 - ▌Дэвид Костелло (Демократическая) 10,47 % 85,566 - ▌Джейсон Черри (Независимый) 2,47 % 20,159 | [ 34 ] |
| Мэриленд          | Бен Кардин          | Демократическая | Покидает пост  | - ▌Анджела Олсбрукс (Демократическая) 54,24 % 1,604,602 - ▌Ларри Хоган (Республиканская) 43,31 % 1,279,056 - ▌Майк Скотт (Либертарианская) 2,31 % 68,295 | [ 36 ] |
| Массачусетс       | Элизабет Уоррен     | Демократическая | Переизбрана    | - ▌Элизабет Уоррен (Демократическая) 59,6 % 1,989,268 - ▌Джон Дитон (Республиканская) 40,4 % 1,348,466 | [ 37 ] |
| Мичиган           | Дебби Стейбноу      | Демократическая | Покидает пост  | - ▌Элисса Слоткин (Демократическая) 48,67 % 2,706,037 - ▌Майк Роджерс (Республиканская) 48,29 % 2,684,312 - ▌Джозеф Солис-Маллен (Либертарианская) 1,04 % 56,489 - ▌Дуглас Марш (Партия зелёных) 0,98 % 53,838 - ▌Дэйв Стайн (Партия налогоплательщиков США) 0,87 % 49,673 - ▌Дуг Дерн (Партия природного закона) 0,70 % 41,243 | [ 39 ] |
| Миннесота         | Эми Клобушар        | Демократическая | Переизбрана    | - ▌Эми Клобушар (Демократическая) 56,20 1,792,427 - ▌Ройс Уайт (Республиканская) 40,50% 1,291,697 - ▌Ребекка Уайтинг (Либертарианская) 1.73% 55,209 - ▌Джойс Лейси (Независимая партия Миннесоты) 1.45% 46,376 · | [ 40 ] |
| Миссисипи         | Роджер Уикер        | Республиканская | Переизбирается | - ▌Роджер Уикер (Республиканская) 63,2 % 730,555 - ▌Тай Пинкинс (Демократическая) 36,5 % 422,555 | [ 41 ] |
| Миссури           | Джош Хоули          | Республиканская | Переизбран     | - ▌Джош Хоули (Республиканская) 55,6 % 1,639,359 - ▌Лукас Кунце (Демократическая) 41,8 % 1,234,159 - ▌Ви Си Янг (Либертарианская) 35,417 1,2 % - ▌Джаред Янг (Независимый) 20,919 0,7 % - ▌Натан Клайн (Партия зелёных) 19,906 0,7 %                                                                                            | [ 42 ] |
| Монтана           | Джон Тестер         | Демократическая | Переизбирается | - ▌Тим Шихи (Республиканская) 52,65% 319,579 - ▌Джон Тестер (Демократическая) 45,50% 276,184 - ▌Сид Дауд (Либертарианская) - ▌Роберт Барб (Партия зелёных) | [ 43 ] |
| Небраска          | Деб Фишер           | Республиканская | Переизбрана    | - ▌Деб Фишер (Республиканская) 53,4 % 498,222 - ▌Дэн Осборн (Независимый) 46,6 % 435,582 | [ 44 ] |
| Невада            | Джеки Роузен        | Демократическая | Переизбирается | - ▌Джеки Роузен (Демократическая) 47,87 % 701,105 - ▌Сэм Браун (Республиканская) 46,22 % 677,046 - ▌Крис Каннингем (Либертарианская) - ▌Джанин Хансен (Независимая американская партия Невады) | [ 45 ] |
| Нью-Джерси        | Джордж Хелми        | Демократическая | Покидает пост  | - ▌Кёртис Бэшоу (Республиканская) - ▌Кеннет Каплан (Либертарианская) - ▌Энди Ким (Демократическая) - ▌Джоанн Куниански (Социалистическая рабочая партия) - ▌Патриция Мунихэм («Vote Better Party») - ▌Кристина Халил (Партия зелёных)                                                                                           | [ 47 ] |
| Нью-Мексико       | Мартин Хайнрик      | Демократическая | Переизбирается | - ▌Мартин Хайнрик (Демократическая) 55,1 % 497,333 - ▌Нелла Доменичи (Республиканская) 44,9 % 405,978 | [ 48 ] |
| Нью-Йорке         | Кирстен Джиллибранд | Демократическая | Переизбирается | - ▌Кирстен Джиллибранд (Демократическая) - ▌Майк Сапрайконе (Республиканская) - ▌Диана Сарэ (Независимая) | [ 49 ] |
| Северная Дакота   | Кевин Крамер        | Республиканская | Переизбирается | - ▌Кевин Крамер (Республиканская) 66,3 % 241,569 - ▌Катрина Кристиансен (Демократическая) 33,4 % 121,602 | [ 50 ] |
| Огайо             | Шеррод Браун        | Демократическая | Переизбирается | - ▌Берни Морено (Республиканская) 50,19% 2,803,634 - ▌Шеррод Браун (Демократическая) 46,41% 2,592,539 - ▌Дон Киссик (Либертарианская) 3.39% 189,377 | [ 51 ] |
| Пенсильвания      | Боб Кейси (младший) | Демократическая | Переизбирается | - ▌Дэвид Маккормик (Республиканская) 48,84 % 3,395,784 - ▌Боб Кейси-младший (Демократическая) 48,59% 3,378,354 - ▌Джон Томас (Либертарианская) 1,29 % 89,475 - ▌Лейла Хазу (Партия зелёных) 0,95 % 66,185 - ▌Марти Селкер (Конституционная) 0,34 % 23,586                                                                       | [ 52 ] |
| Род-Айленд        | Шелдон Уайтхаус     | Демократическая | Переизбирается | - ▌Шелдон Уайтхаус (Демократическая) 59,8 % 293,288 - ▌Патрисия Морган (Республиканская) 39,9 % 195,919 | [ 53 ] |
| Теннесси          | Марша Блэкберн      | Республиканская | Переизбирается | - ▌Марша Блэкберн (Республиканская) 63,81 % 1,919,606 - ▌Глория Джонсон (Демократическая) 34,14 % 1,027,025 - ▌Тарон Чандлер (Независимый) 0,95 % 28,558 - ▌Памела Мозес (Независимая) 0,82 % 24,633 - ▌Гастина Робинсон (Независимая) 0,27 % 8,270                                                                             | [ 54 ] |
| Техас             | Тед Круз            | Республиканская | Переизбран     | - ▌Тед Круз (Республиканская) 53,1% 5,973,370 - ▌Колин Оллред (Демократическая) 44,5 % 5,002,513 - ▌Тед Браун (Либертарианская) 2,365 % 267,039 | [ 55 ] |
| Юта               | Митт Ромни          | Республиканская | Покидает пост  | - ▌Джон Кёртис (Республиканская) 62,50 % 914,700 - ▌Кэролайн Глейх (Демократическая) 31,74 % 464,515 - ▌Карлтон Боуэн (Независимая американская партия Юты) 5,74 % 83,972 | [ 57 ] |
| Вермонт           | Берни Сандерс       | Независимый     | Переизбирается | - ▌Берни Сандерс (Независимый) 63,23 % 229,429 - ▌Джеральд Мэллой (Республиканская) 32,11 % 116,512 - ▌Стив Берри (Независимый) 2,19 % 7,941 - ▌Мэтью Хилл (Либертарианская) 1,25 % 4,530 - ▌Джастин Шовилл (Независимый) 0,92 % 3,339 - ▌Марк Стюарт Гринштейн (Независимый) 0,30 % 1,104                                      | [ 58 ] |
| Виргиния          | Тим Кейн            | Демократическая | Переизбран     | - ▌Тим Кейн (Демократическая) 54.5% 2,416,622 - ▌Хунг Цао (Республиканская) 45.5% 2,019,748 | [ 59 ] |
| Вашингтон         | Мария Кантуэлл      | Демократическая | Переизбрана    | - ▌Мария Кантуэлл (Демократическая) 59,4 % 2,233,259 - ▌Рауль Гарсия (Республиканская) 40,6 1,529,070 | [ 60 ] |
| Западная Виргиния | Джо Мэнчин          | Независимый     | Покидает пост  | - ▌Джим Джастис (Республиканская) 68,7 % 514,079 - ▌Гленн Эллиотт (Демократическая) 27,8 % 207,548 - ▌Дэвид Моран (Либертарианская) | [ 62 ] |
| Висконсин         | Тэмми Болдуин       | Демократическая | Переизбирается | - ▌Тэмми Болдуин (Демократическая) 49,38 % 1,672,777 - ▌Эрик Ховде (Республиканская) 48,53 % 1,643,996 - ▌Филлип Андерсон («Disrupt The Corruption») 1,25 % 42,344 - ▌Томас Лигер («America First») 0,85 % 28,724 | [ 63 ] |
| Вайоминг          | Джон Баррассо       | Республиканская | Переизбран     | - ▌Джон Баррассо (Республиканская) 75.1% 198,418 - ▌Скотт Морроу (Демократическая) 24,1% 63,727 | [ 64 ] |

### Дополнительные выборы
На каждых внеочередных выборах срок полномочий победившего кандидата начинается сразу после того, как его избрание будет подтверждено правительством штата.
| Штат                   | Сенатор            | Партия          | Статус         | Кандидаты (партия)                                                               | Прим.  |
| ---------------------- | ------------------ | --------------- | -------------- | -------------------------------------------------------------------------------- | ------ |
| Калифорния (1-й класс) | Лафонза Батлер     | Демократическая | Покидает пост  | - ▌Адам Шифф (Демократическая) - ▌Стив Гарви (Республиканская)                   | [ 66 ] |
| Небраска (2-й класс)   | Джон Питер Рикеттс | Республиканская | Переизбирается | - ▌Престон Лав-младший (Демократическая) - ▌Джон Питер Рикеттс (Республиканская) | [ 67 ] |